# جيم بوستيك
جيم بوستيك (بالإنجليزية: Jim Bostic)‏ مواليد 8 يناير 1953 في يونكيرس، نيويورك، هو لاعب كرة سلة أمريكي سابق. تم اختياره من قبل فريق سكرامنتو كينغز خلال الدرافت. حمل الرقم 32. يبلغ طوله 6 قدم 7 بوصة (2.0 م).

## روابط خارجية
- جيم بوستيك على موقع إن بي أي (الإنجليزية)
- جيم بوستيك على موقع سبورتس رفرنس (الإنجليزية)
- جيم بوستيك على موقع كلية كرة السلة في سبورتس رفرنس.كوم (الإنجليزية)
- جيم بوستيك على موقع ريلجم (الإنجليزية)
- جيم بوستيك على موقع بروبوليرز (الإنجليزية)